# اولبیا (مصر)
اولبیا (Ἀρσινόη) یا آرسینو، شهری باستانی در Regio Troglodytica در ساحل غربی دریای سرخ بین Philoteras (قصیر (استان بحر الاحمر) بود.